# Бойкин-спаниель
Бойкин-спаниель (англ.  Boykin Spaniel) — порода собак среднего размера с густой коричневой шерстью. Была выведена в Южной Каролине для охоты на водоплавающих птиц и индеек.
Бойкин спаниель является официальным символом-собакой штата Южная Каролина, 1 сентября в штате отмечается День бойкин-спаниеля.

## История
Бойкин-спаниель берет своё начало в начале XX века из небольшого городка Бойкин в Южной Каролине. Заядлый охотник Александр Уайт нашёл небольшого коричневого спаниеля и дал ему имя Дампи. Уайт начал брать пса с собой на охоту, где пес показывал большие успехи. Позже Уайт отдал спаниеля на обучение Уиту Бойкину, пес показал большие результаты в обучении и стал искусным охотником в ловле индеек и уток.
Бойкин построил программу разведения вокруг Дампи, он скрещивал его с чесапик-бей-ретривером, английским кокер-спаниелем, английским спрингер-спаниелем и американским водяным спаниелем. В результате получилась отличная подружейная порода, с самого начала получившая признание охотников Каролины. Порода получила популярность у охотников на птиц по всей США, особенно на Восточном Побережье.
Порода была признана Объединенным клубом собаководства в 1985 году и Американским кеннел-клубом в 2009 году. В конце 1990-х годов был сформирован Клуб бойкин-спаниелей и Ассоциация заводчиков Америки.

## Внешний вид

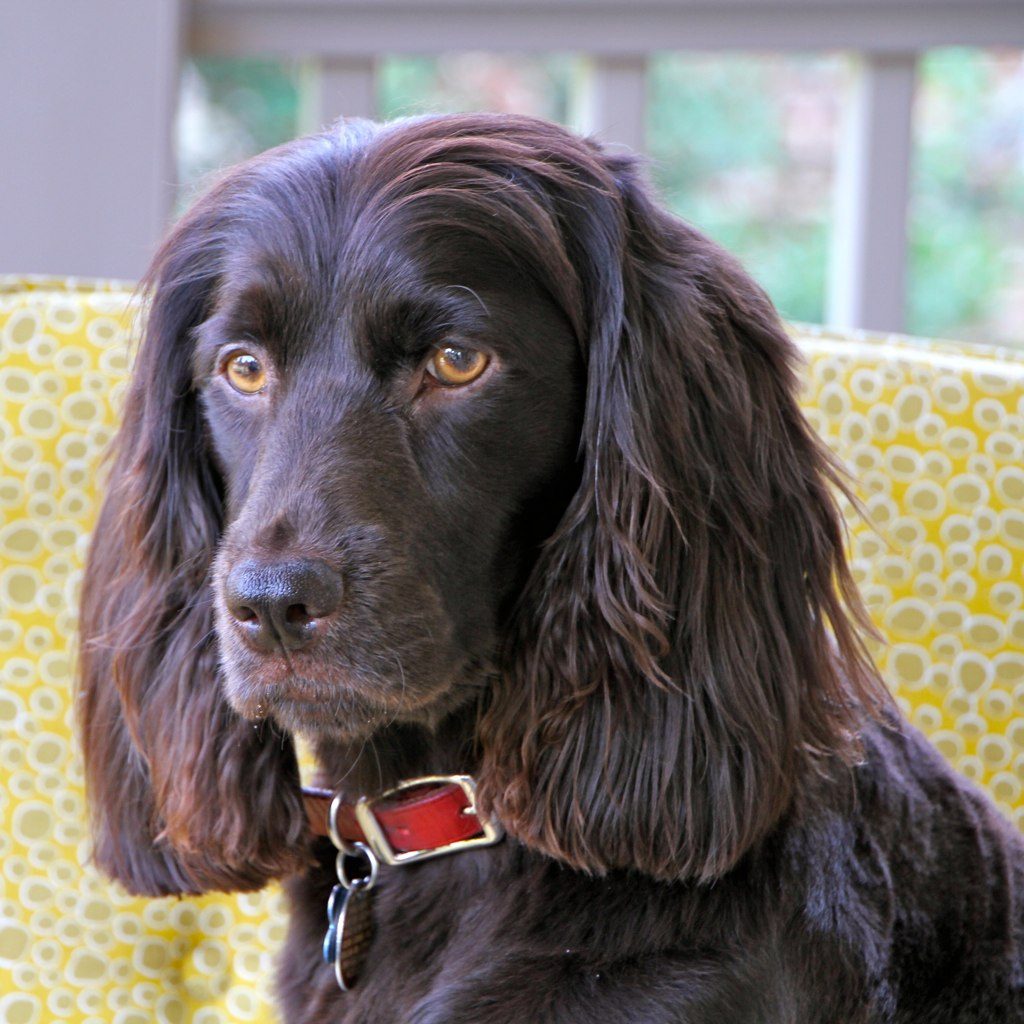
Голова бойкин-спаниеля

Бойкин-спаниель — компактная и крепкая собака среднего размера. Рост сук 36-42, вес от 11 до 15 кг; кобелей 39-46 см вес от 13 до 18 кг. У породы умеренный костяк и крепкие мышцы.
Череп широкий и плоский, челюсти сильные, зубы крепкие, прикус ножницеобразный. Нос широкий, печеночного цвета. Глаза широко расставленный, овальной формы, карие. Уши высоко посаженные, висячие с закругленными кончиками, прилегают к голове, кончики доходят до носа.
Шея длинная и мускулистая, спина прямая, ровная и сильная, поясница короткая, грудь хорошо развитая, ребра выпуклые. Круп наклонен к хвосту. Хвост обычно купируется на одну треть. Передние конечности мускулистые, средней длины, прямые и с крепким костяком. Бойкин-спаниель имеет хорошо развитые и сильные бедра, задние ноги параллельные. Лапы овальные. Прибылые пальцы удаляются.
Шерсть двойная, состоит из короткого и густого подшерстка и прямого/слегка волнистого покровного волоса средней длины. Разрешено подстригать голову, горло, уши и лапы, чтобы придать собаке элегантный и функциональный вид. Окрас может быть насыщенного печеночного цвета или цвета темного шоколада, может быть небольшое белое пятно на груди и пальцах лап.

## Характер

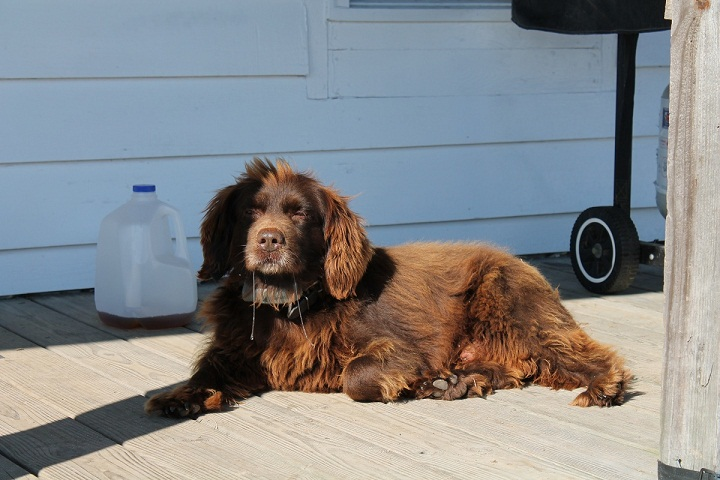
Бойкин-спаниель лежит

Бойкин спаниель дружелюбная и общительная, умная и легко поддающаяся дрессировке собака. Порода любит работать, проявляет большое рвение на охоте. Он хорошо ладит с детьми и другими собаками. Порода не агрессивная.

## Уход и содержание

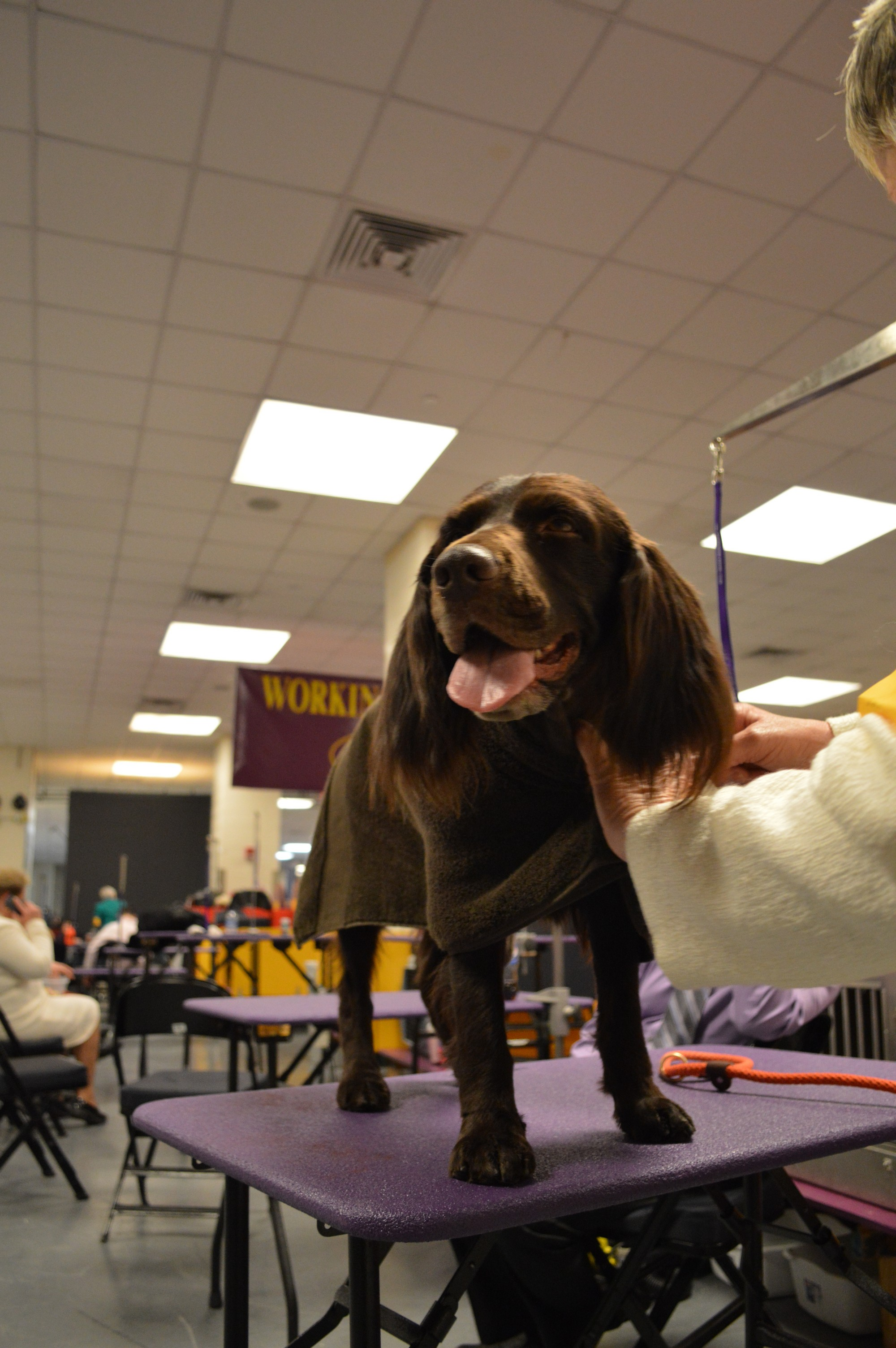
Груминг бойкин-спаниеля

Шерсть породы не требует сложного ухода. Необходимо лишь раз в неделю расчесывать собаку и вычесывать отмершие волоски. Моют собаку по мере загрязнения.
Спаниель очень энергичная порода, нуждается в ежедневных нагрузках. Порода легко поддается дрессировке. Нуждается в ранней социализации.

## Использование
Бойкин спаниель — подружейная порода, предназначенная для охоты на водоплавающую птицу и диких индеек.
При охоте на водоплавающую дичь задача спаниеля найти подбитую птицу и принести её охотнику.
При охоте на индейку, первая задача собаки спугнуть и разогнать стаю птиц, после вернутся к охотнику. После того как охотник подстрелит птицу, собака подбирает мертвую жертву или находит подбитую птицу и приводит к ней хозяина.

## Здоровье
Бойкин-спаниель здоровая порода, наиболее часто встречающимися болезнями являются: дисплазия тазобедренного сустава, дисплазия локтевого сустава, катаракта, вывих надколенника, врожденный порок сердца, аномалия глаза колли, коллапс, вызванный физической нагрузкой. Из-за висячих ушей у породы часто возникают ушные инфекции, чтобы избежать их необходимо регулярно чистить уши.